# 호오즈키의 냉철
《호오즈키의 냉철》(鬼灯の冷徹)은 에구치 나츠미가 원작한 일본의 만화이다. 모닝에서 2011년 14호부터 2020년 6호까지 발간. TV 애니메이션화는 2014년 1월부터 4월까지 제1기, 2017년 10월부터 12월까지와 2018년 4월부터 7월까지 제2기로 방영되었다.

## 줄거리
저 세상에는 천국과 지옥이 있다. 지옥은 팔대 지옥과 팔한 지옥으로 나뉘며 그 아래 이백칠십두개의 작은 부서로 나뉘어 있다. 그렇게 광대한 지옥에서 늘어만 가는 사건을 매끄럽게 처리하는 도깨비가 있으니, 바로 염라대왕 제 1보좌관 호오즈키!
냉철한 사디스트 호오즈키와 그 밖의 지옥주민들의 룰루랄라 지옥 DAYS! 저세상, 그것도 지옥을 배경으로 하는 신감각 일상물을 주목하라!